# Stockholm City Bikes
Stockholm City Bikes är ett företag som har hand om lånecyklar i Stockholms län. Mellan 2006 och 2018 hade de hand om uthyrningen i Stockholms stad i samarbete med Clear Channel. Projektet startade 2006. 2016 köptes 45 000 lånekort och totalt gjordes 660 000 lån av cyklar. Projektet finansieras av intäkterna från cyklisterna som använder systemet och reklam som finns på cyklarna och vid cykelställen. Under tiden systemet fanns i Stockholms stad kostade det ingenting för staden. Projektet var tidigare nedläggningshotat efter att många cyklar blivit stulna och vandaliserade. Från 2019 erbjuds endast lånecyklarna i Lidingö, Solna och Sundbyberg efter att avtalet med Stockholms stad sades upp och inte förlängdes. Stockholm saknade sedan lånecyklar till maj 2022, då Stockholm ebikes elcyklar började placeras ut i kommunen.
Enligt en användarundersökning 2017 svarade knappt 90 % av användarna svarade att de är mycket nöjda, nöjda eller ganska nöjda. Undersökningen visade också att fler cykelställ är den mest önskade förbättringen av systemet.

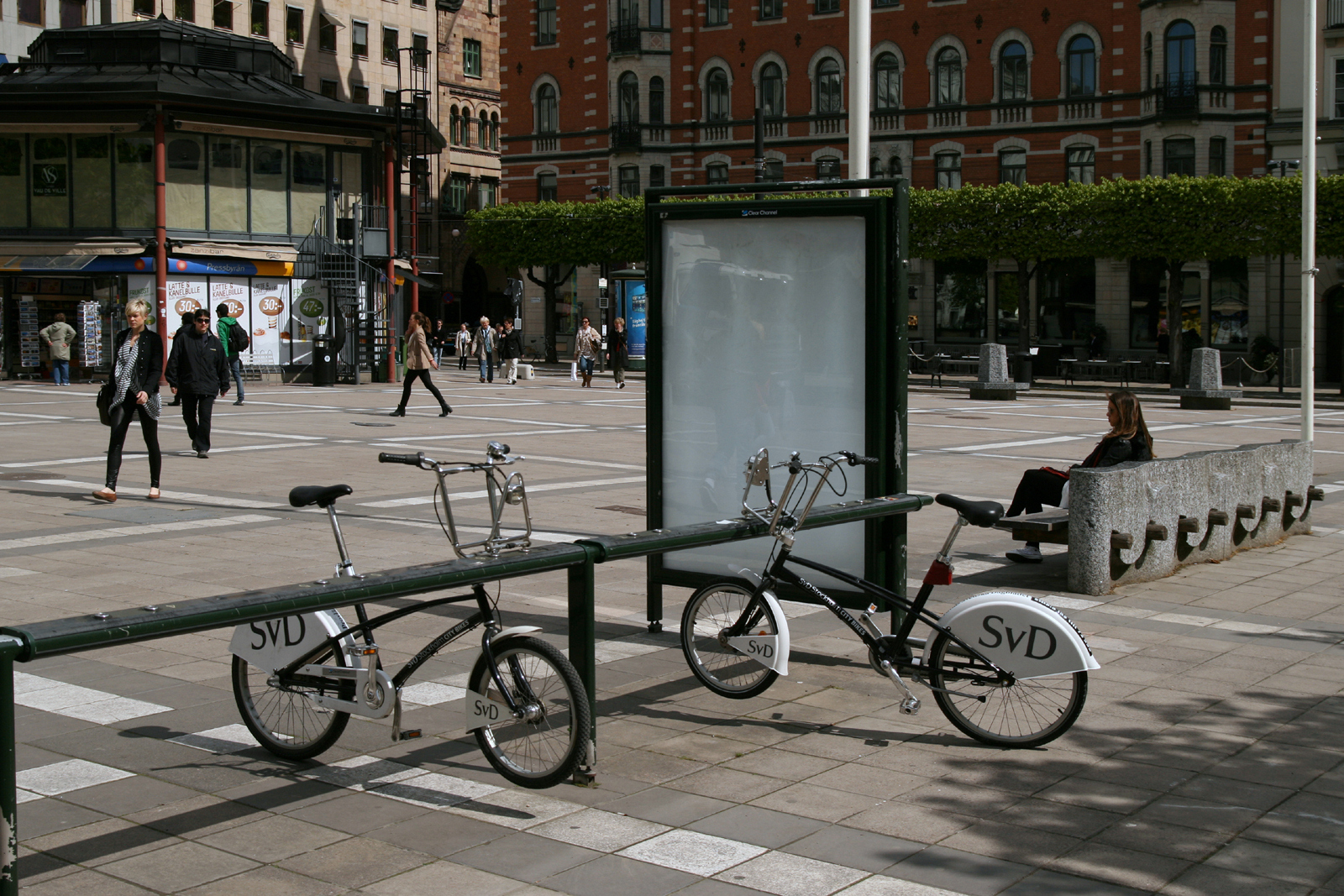
Ett ställ med lånecyklar vid Norrmalmstorg i Stockholm.

## Lånesystem
För att man ska kunna låna en cykel behöver man ett cykelkort. Cykelkort kan man köpa i SL-Center, 7-Eleven, Pressbyrån och på Stockholm City Bikes hemsida. Man laddar sitt cykelkort med en säsongsbiljett eller en 3-dagars biljett. 
Man kan låna en cykel tre timmar i taget, och man kan lämna den i vilket ställ som helst. Systemet är öppet från april till oktober.

### Cykelställ

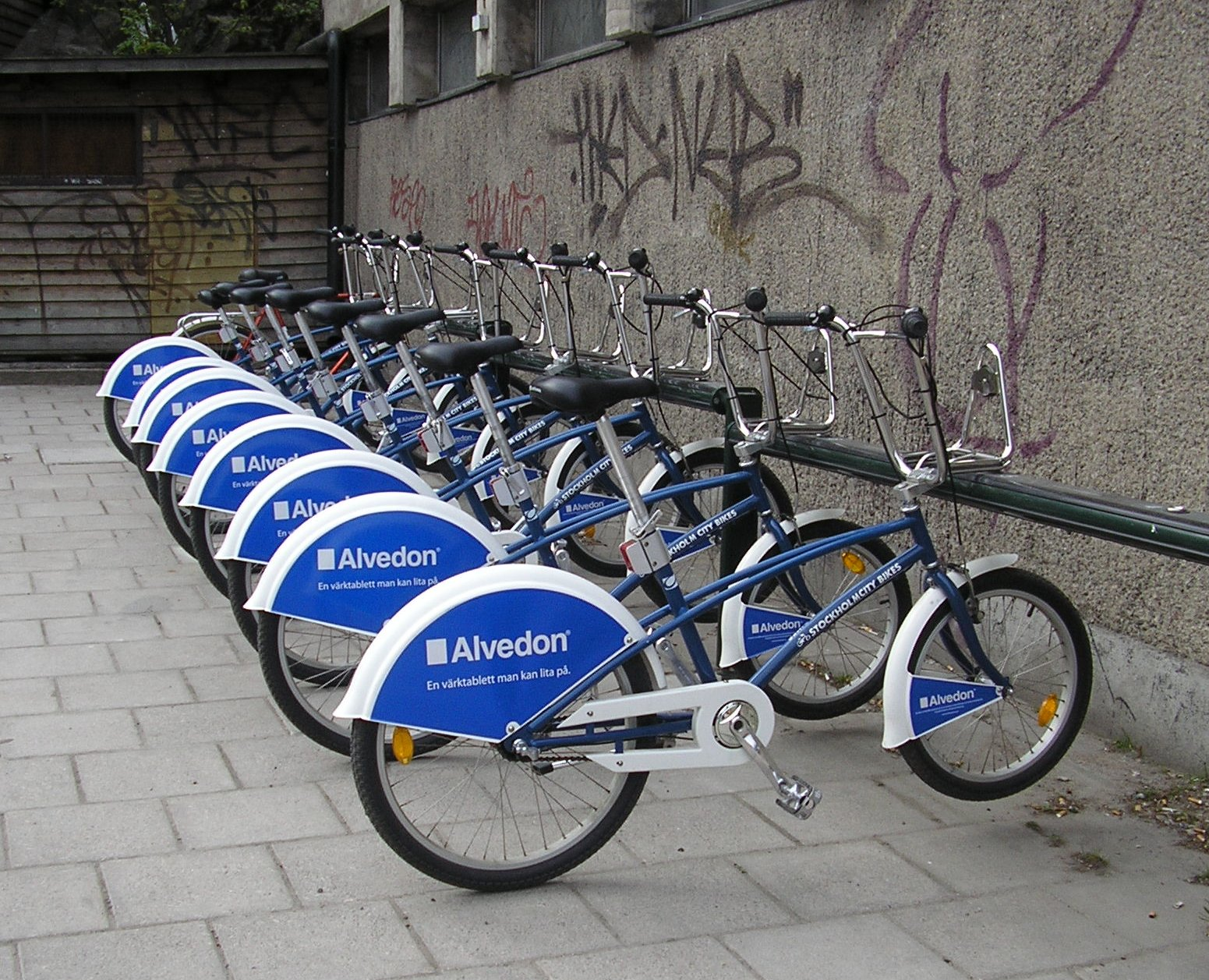
Cykelställ med Stockholm City Bikes

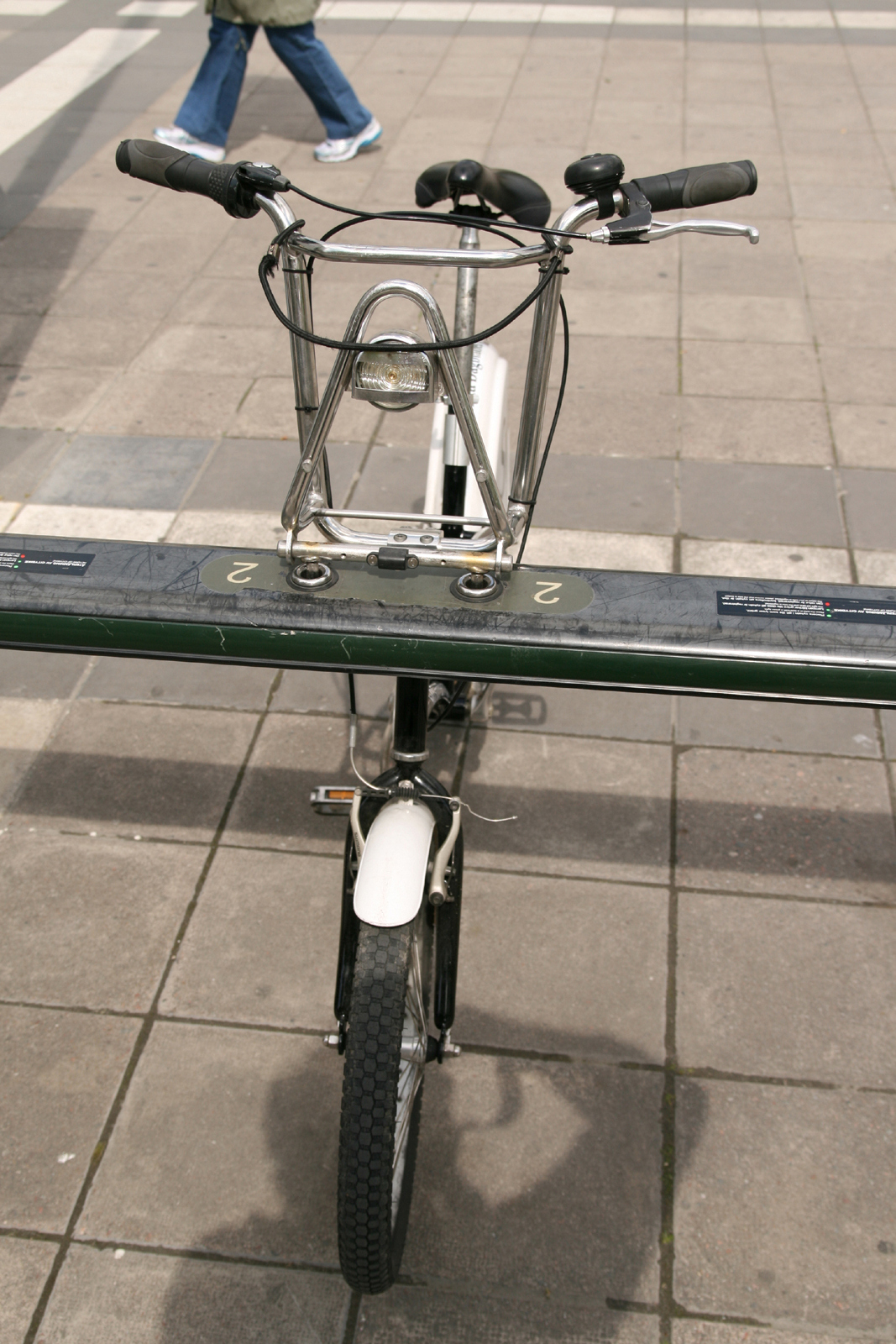
En cykel i ett cykelställ

Cykelställen är öppna måndag till söndag mellan 06:00 och 22:00, men det finns möjlighet att lämna cyklar till kl 1:00. Under natten flyttar man cyklar så att det finns cyklar på alla platser.

## Kritik
Det har riktats kritik mot systemet, bland annat från oppositionen i Stockholms stadshus, för att avtalet med Clear Channel är dåligt och att det finns för få cyklar i systemet.[källa behövs] Man har också fått kritik för att cykelställ ibland är fulla när man ska lämna cykeln, och att det ibland inte finns några cyklar på en del platser.[källa behövs]
Det har också kommit kritik för att cyklarna ofta är trasiga eller i dåligt skick. 